# シビアコンディション
シビアコンディションとは、車種ごとに設定されている整備の基準について、一般的な使用条件よりも厳しい使用条件について、特例的に補足される基準である。自動車の取扱説明書、保守点検整備要領等に記載されている。
特にエンジンオイル・ブレーキパッド等の消耗部品について、部品劣化による問題を未然に防ぐため、法定12ヶ月点検や車検整備時に、より詳細に点検を行うべき使用条件の目安として定められている。

## 概要
自動車の消耗部品は、使用期間や走行距離により目安としての交換時期が設定されている。しかし、実際には消耗部品の劣化は使用条件により様々であり、走行距離や使用期間だけで適切な交換時期を設定するのは難しい。
製造物責任法により製造者としての説明責任が問われる自動車メーカーは、まず一般的な使用では問題が発生しないであろう時期を交換時期として提示し、一般的として想定した使用条件よりも劣化が進行しやすい条件を「シビアコンディション」として補足的に設定している。
シビアコンディションに該当する使用条件の場合、消耗品の交換時期を早める、点検頻度を増やす等、一般的使用条件よりも保守管理を入念に行う必要がある。
なお、レンタカーやタクシー等で登録・使用されている車両は、シビアコンディションとみなした法定点検・整備が行われている。

## 具体的基準
シビアコンディション基準は、国内の自動車メーカー各社でほぼ共通の下記のものが使われている。一部、メーカーや車種によって違いがあるため、詳細は車種ごとの取扱説明書、保守点検整備要領(メンテナンスシート)等を参照する必要がある。
悪路（凸凹路、砂利道、雪道、未舗装路など）
（条件の目安）走行距離の30％以上が次の条件に該当する場合
- 運転者が体に衝撃（突き上げ感）を感じる荒れた路面
- 石を跳ね上げたり、わだち等により下廻りを当てたりする機会の多い路面
- ほこりの多い路面

走行距離大
- 自家用乗用車……年間走行距離20,000Km以上の場合

山道・登降坂路
（条件の目安）走行距離の30%以上が次の条件に該当する場合
- 登り下りの走行が多く、ブレーキの使用回数が多い場合

短距離走行の繰り返し
（条件の目安）走行距離の30%以上が次の条件に該当する場合
- 1回の走行距離が8Km以下の場合

高地走行が多い
（条件の目安）走行距離の30%が次の条件に該当する場合
- 高度2000m以上の高地の走行が多い場合

そのほか、低速走行が多い・発進と停止を繰り返す走行が多い場合もシビアコンディションに含めるメーカーもある。

## 誤解
シビアコンディションは一般的な使用に対して、特殊な使用環境を想定した事例である。シビアコンディションに当てはまらない場合であっても、高回転の多用や長時間のアイドリング、急発進、急加速、急減速、長時間の渋滞走行、油温の上昇などは部品の劣化を早める使用方法である。そのため、上記の基準に当てはまらない場合でも、想定された一般的な使用条件よりも部品などの劣化が早く進行する可能性もある。
また、日本における車両の使用条件としては、むしろシビアコンディションが一般的であるとする意見もある。買い物や通勤など短距離の走行が多い場合、「短距離走行の繰り返し」の条件に当てはまると言われているほか、市街地では渋滞と信号待ちが慢性化していることから、東京23区内で使われる自動車はほぼ全てシビアコンディションに該当するという意見もある。ただし、一般的に当てはまるとは言えない。例えば、週5回片道2kmを往復、週1回片道15kmを往復する、というような使用条件の場合、短距離走行の距離は20km、その他の走行距離が30kmとなり、短距離走行の割合は40％に過ぎない。しかし、回数として見ると、短距離走行が10回に対してその他は2回であるため、印象としては短距離が多い、と誤解してしまう場合もある。
特に日本の夏期の渋滞でエアコンを併用している場合は油温が上昇するので説明書のシビアコンディションに該当しなくても、実質はシビアコンディションと考えるべきである。一般的なドライバーは、こうした自分の走行距離の内訳を把握していない場合が多いため、心理的不安を煽り、過剰な整備を行おうとする業者も存在する。冷静に自分の車両使用環境を分析する必要がある。
このため、欧州車などは日本に輸入するにあたって、シビアコンディションに相当するオイル交換頻度を国内国内で標準的に設定している場合が多い。設定された数値のみではなく、使用状況を考慮し、点検、整備を行う必要がある。